# إدوارد فيري
إدوارد فيري (بالإنجليزية: Edward Ferry)‏ هو مجدف أمريكي، ولد في 18 يونيو 1941 في سياتل في الولايات المتحدة.

## وصلات خارجية
- إدوارد فيري على موقع الاتحاد الدولي للتجديف (الإنجليزية)
- إدوارد فيري على موقع اللجنة الأولمبية الدولية (الإنجليزية)
- إدوارد فيري على موقع أوليمبيديا (الإنجليزية)